# Estación de Los Cansinos
Los Cansinos es una estación ferroviaria situada en el municipio de Córdoba, en la provincia homónima. Se encuentra ubicada entre las localidades de El Carpio y Alcolea. En la actualidad las instalaciones se encuentran cerradas al público y no disponen de servicios de pasajeros.

## Situación ferroviaria
Las instalaciones se encuentran situadas en el punto kilométrico 423,4 de la línea férrea de ancho ibérico Alcázar de San Juan-Cádiz, a 125 metros de altitud sobre el nivel del mar.

## Historia
Las instalaciones fueron levantadas en 1909 como un apartadero, con el fin de permitir el cruce de trenes en ese punto del trazado. Las obras corrieron a cargo de la compañía MZA, empresa propietaria de la línea de Manzanares a Córdoba. En 1941, tras la nacionalización de los ferrocarriles de ancho ibérico, las instalaciones pasaron a formar parte de la recién creada RENFE. Desde enero de 2005 Renfe Operadora explota la línea mientras que Adif es la titular de las instalaciones ferroviarias.